# Great Basin National Park
Great Basin National Park er en nationalpark i den østlig og centrale del af delstaten Nevada i USA. Parken blev etableret 27. oktober 1986, og er på 312.34 km². 
I Great Basin-bækkenet findes 5.000 år gamle balfourianae-fyrretræer, gletsjermoræner og limstenshulerne Lehman Caves  ved foden af Wheeler Peak blev oprindelig udpeget som  National Monument den 24. januar 1922, og blev senere indlemmet i nationalparken. Her findes dyrearter som corynorhinus townsendii-flagermusen, gaffelbuk og Bonnevilles rødstrubet ørred.
Parken har fået sit navn fra Great Basin som er en tør bjergregion mellem Sierra Nevada og Wasatch Mountains. Parken ligger ca. 470 km nord for Las Vegas.
Parken ligger i et tørt område med meget lav nedbør i løbet af året. Mesteparten af nedbøren faller som sne om vinteren eller som tordenvejr i løbet af sommermånederne. All nedbør i denne regionen fordamper, synker under jorden eller munder ud i søer; Intet når  havet. 
Der findes en række campingpladser i parken, samt  en reække andre gode campingmuligheder. I tilknytning til Great Basin nationalpark ligger Highland Ridge Wilderness. Disse to beskyttede områder giver en sammenhængende fauna og sammenhængende beskyttelse af 590,0 km² af Nevadas landområder.